# Підводні човни типу «Макрель»
| ПЧ типу «Макрель»          | ПЧ типу «Макрель»                                                  | ПЧ типу «Макрель»                                                  |
| -------------------------- | ------------------------------------------------------------------ | ------------------------------------------------------------------ |
| Mackerel-class submarine   |                                                                    |                                                                    |
|                            |                                                                    |                                                                    |
| USS Mackerel (SS-204)      |                                                                    |                                                                    |
| Під прапором               | США                                                                | США                                                                |
| Спуск на воду              | 1939—1941 рр (2 човни)                                             | 1939—1941 рр (2 човни)                                             |
| Виведений зі складу флоту  | 1945 р.                                                            | 1945 р.                                                            |
| Сучасний статус            | утилізовані                                                        | утилізовані                                                        |
| Проєкт                     |                                                                    |                                                                    |
| Розробник проєкту          | Electric Boat, Portsmouth Naval Shipyard                           | Electric Boat, Portsmouth Naval Shipyard                           |
| Основні характеристики     |                                                                    |                                                                    |
| Швидкість (надводна)       | 16 вузлів (30 км/год)                                              | 16 вузлів (30 км/год)                                              |
| Швидкість (підводна)       | 11 вузлів (19 км/год)                                              | 11 вузлів (19 км/год)                                              |
| Гранична глибина занурення | 76 м                                                               | 76 м                                                               |
| Екіпаж                     | 37 осіб                                                            | 37 осіб                                                            |
| Розміри                    |                                                                    |                                                                    |
| Довжина найбільша (по КВЛ) | 74,09 м                                                            | 74,09 м                                                            |
| Ширина корпусу найб.       | 6,73 м                                                             | 6,73 м                                                             |
| Середня осадка (по КВЛ)    | 3,97 м                                                             | 3,97 м                                                             |
| Озброєння                  |                                                                    |                                                                    |
| Артилерія                  | 1 х (3") 76-мм / 50 калібрів 1 х 12,7-мм (0,5") 2 х 7,62-мм (0,3") | 1 х (3") 76-мм / 50 калібрів 1 х 12,7-мм (0,5") 2 х 7,62-мм (0,3") |
| Торпедно- мінне озброєння  | 4 носових і 2 кормових ТА калібру 21 дюймів — 533 мм, 12 торпед    | 4 носових і 2 кормових ТА калібру 21 дюймів — 533 мм, 12 торпед    |
| Зображення на Вікісховищі  |                                                                    |                                                                    |

Підводні човни типу «Макрель» — 2 випробувальних підводних човни ВМС США, котрі були подібними до  човнів типу «S». Несли службу у 1941—1946 рр.
На них перевіряли можливість використання багатьох новацій для створення наступних підводних човнів, на основі тих досліджень зокрема проєктувалися човни типу «Гато».

## Представники

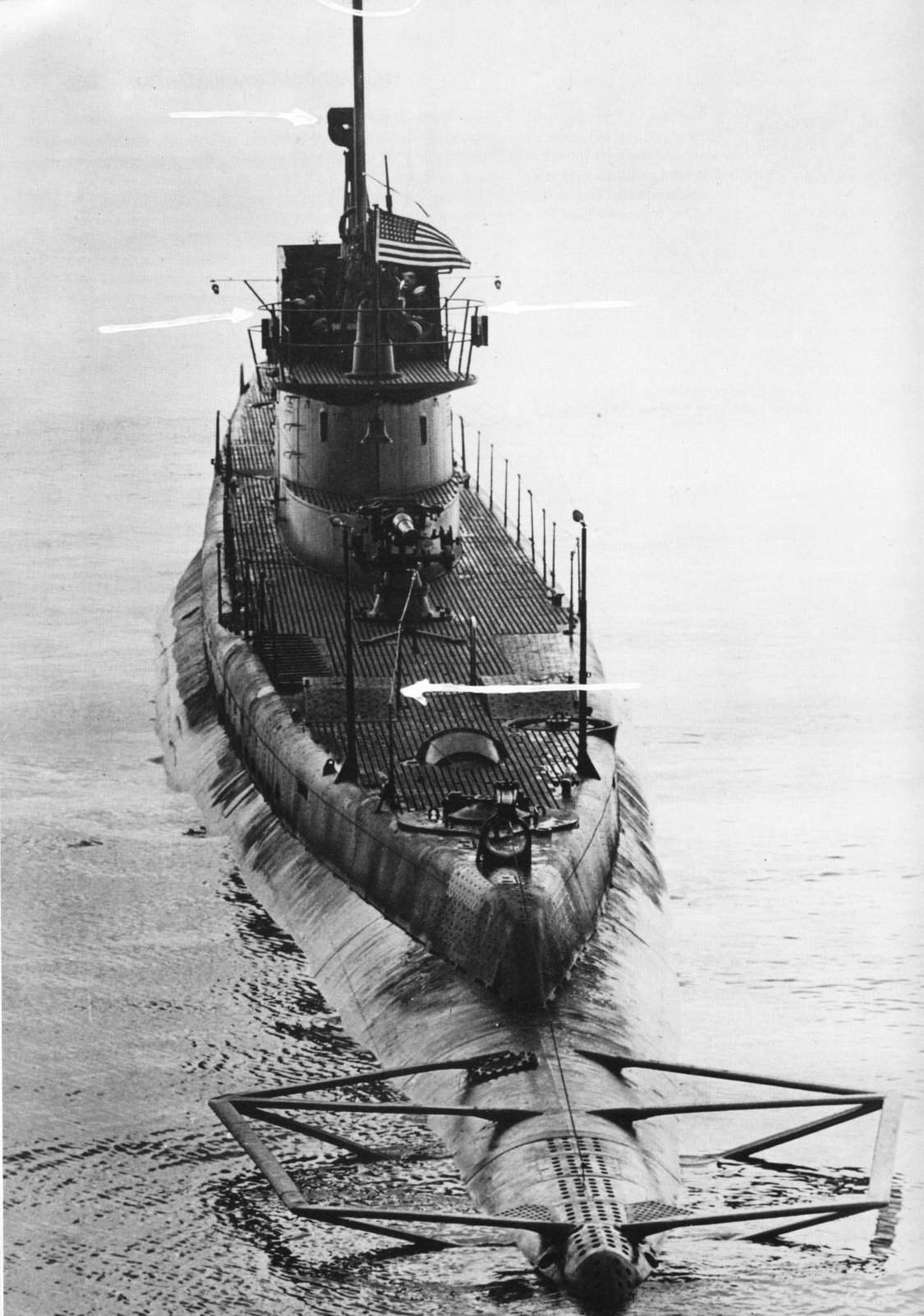
Човен USS Marlin (SS-205)

| Назва     | Завод                          | Закладений | Спущений на воду | Переданий флоту | Виведений з флоту | Списаний                                 |
| --------- | ------------------------------ | ---------- | ---------------- | --------------- | ----------------- | ---------------------------------------- |
| «Макрель» | General Dynamics Electric Boat | 6.10.1939  | 28.09.1940       | 31.03.1941      | 9.11.1945         | 28.11.1945, утилізований 24 квітня 1947  |
| «Марлін»  | Portsmouth Naval Shipyard      | 23.05.1940 | 29.05.1941       | 1.08.1941       | 9.11.1945         | 28.11.1945, утилізований 29 березня 1946 |